# Constantin C. Teodorescu
Constantin C. Teodorescu (n. 22 martie 1892, București – d. 1972) a fost un inginer și profesor universitar român.
Între anii 1934-1939 a fost rector al Școlii Politehnice din Timișoara, iar între 1941-1944 rector al Politehnicii din București.

## Distincții
- Ordinul Muncii clasa I (26 septembrie 1962) „cu prilejul împlinirii a 70 de ani, pentru merite deosebite în activitatea didactică și de cercetare științifică”[5]
- titlul de „Profesor Emerit al Republicii Populare Romîne” (5 noiembrie 1962) „pentru activitatea îndelungată, contribuție în dezvoltarea științei și merite deosebite în dezvoltarea învățămîntului superior”[6]